# مالبرگوایش
مالبرگوایش (به آلمانی: Malbergweich) یک شهر در آلمان است که در بیتبورگ-پروم واقع شده‌است.